# 冠賢一
冠 賢一（かんむり けんいち、1939年8月14日 - ）は、日本の日蓮宗僧侶・仏教学者。立正大学名誉教授。

## 人物
東京生まれ。立正大学仏教学部宗教学科卒、同大学院博士課程満期退学、立正大学助教授、教授、96年「近世日蓮宗出版史研究」で立正大学より文学博士の学位を取得。2010年定年退任、名誉教授。経王寺住職。

## 著書
- 『近世日蓮宗出版史研究』平楽寺書店 1983
- 『京都町衆と法華信仰』山喜房佛書林 2010

### 共編・訳
- 日澄『日蓮聖人註画讃 横山重氏所蔵元和元刻本』解題 勉誠社 1974
- 『日蓮宗小事典 まずこの一冊』小松邦彰共編 法蔵館 1987
- 『日蓮聖人全集 第5巻 聖伝・弟子』訳 春秋社 1993
- 『日蓮とその教団』高木豊共編 吉川弘文館 1999
- 『近世法華経談義聞書』編著 平楽寺書店 2003

### 記念論文集
- 『日蓮教学教団史論集 冠賢一先生古稀記念論文集』山喜房佛書林 2010

## 論文
- Cinii